# سیارک ۲۲۴۶۷
سیارک ۲۲۴۶۷ (به انگلیسی: 22467 Koharumi، نامگذاری:1997BC3) بیست و دو هزار و چهارصد و شصت و هفتمین سیارک کشف شده‌است که در ۳۰ ژانویه ۱۹۹۷ کشف شد.
قدر مطلق سیارک برابر ۱۷.۸ است.